# Neil Gaiman
Neil Richard Gaiman (Portchester, Hampshire, 10. studenog 1960.) engleski je pisac, autor brojnih znanstvenofantastičnih i fantastičnih djela, uključujući i brojne stripove.
Od 2006. živi u američkom gradu Minneapolisu. Oženjen je s Mary T. McGrath i ima dvije kćeri, Holly i Maddy te sina Michaela.

## Rane godine
Gaiman je odrastao čitajući djela C. S. Lewisa, J. R. R. Tolkiena, Michaela Moorcocka i G. K. Chestertona. Kasnije je postao fan znanstvene fantastike, čitajući djela raznolikih autora poput Samuela R. Delanyja, Rogera Zelaznyja, H. P. Lovecrafta, a posebno Genea Wolfea. Gaiman je također čitao i uživao u djelima Thornea Smitha, čijemu je luckastom nadnaravnom smislu za dosjetljivosti pripisao djelomičnu inspiraciju za svoju knjigu Anansi Boys (Anansijevi klinci).
Iako židovskog porijekla, školovao se u nekoliko anglikanskih škola. Tamo je učio standardne školske predmete, kao i religijske. To poučavanje omogućilo mu je široko poznavanje židovske i kršćanske teologije i apokrifa, koje često primjenjuje u svojim djelima, možda najočitije u strip-serijalu The Sandman.

## Novinarstvo i počeci pisanja
U ranim 1980-ima Gaiman se bavio novinarstvom, obavljajući razgovore i pišući recenzije knjiga, u svrhu spoznavanja svijeta i stvaranja veza za koje se nadao da će mu u budućnosti pomoći pri izdavanju knjige. Godine 1984. napisao je svoju prvu knjigu, biografiju sastava Duran Duran, a s Kimom Newmanom i knjigu citata Ghastly Beyond Belief (Šokirajuće da ne povjeruješ). Također je pisao članke za mnoge engleske magazine, uključujući Knave. Kasnih 1980-ih napisao je Don't Panic: The Official Hitchhiker's Guide to the Galaxy Companion (Bez panike: Službeni priručnik za vodič kroz galaksiju za autostopere) u stilu koji naziva "klasični engleski humor". Potom je napisao uvod u ono što će kasnije postati suradnja s Terryjem Pratchettom na humorističnom romanu Dobri predznaci, priči o neminovnoj apokalipsi.

## Stripovi
Nakon što se sprijateljio s poznatim strip-scenaristom Alanom Mooreom, Gaiman je započeo pisati scenarije za stripove, nastavivši se na Mooreovog Miraclemana kada je ovaj napustio serijal. Gaiman i crtač Mark Buckingham surađivali su na nekoliko izdanja dok izdavač, Eclipse Comics, nije propao, ostavljajući serijal nedovršenim. Radio je na dva stripa sa svojim omiljenim suradnikom i dugogodišnjim prijateljem Daveom McKeanom (Violent Cases i Signal to Noise). Kasnije je dobio posao za DC Comics, gdje je prvo radio na stripu Black Orchid.
Gaiman je pisao brojne scenarije za stripove raznih izdavača. Najpoznatiji mu je rad na serijalu The Sandman, kronici priča o Morfeju, antropomorfnoj personifikaciji Sna (iz obitelji sedmero Beskrajnih). Serijal je već u početku pridobio oblik kultne senzacije, okupljajući vjerno čitateljstvo i predstavljajući medij stripa široj publici od uobičajene. Serijal je započet 1987. i završen 1996. kada je Gaiman zaključio priču onako kako je i namjeravao, što je bio presedan u domeni skoro-pa-mainstream stripa. Svih 75 brojeva serijala (zajedno s jednim specijalnim) skupljeno je u 10 albuma koji se do danas tiskaju i dobro prodaju.
Godine 1989. Gaiman je izdao The Books of Magic (Knjige o magiji), četverodjelni serijal koji nudi putovanje kroz mitološke i magične dijelove DC svemira (zajedničkog mjesta radnje za većinu izdanja DC Comicsa) u priči o engleskom tinejdžeru koji otkrije da mu je sudbina biti veliki čarobnjak. Miniserijal se pokazao popularnim te je priču nastavio pisati John Ney Reiber. Mnogi su uočili sličnost između protagonista, Tima Huntera, i kasnijeg i poznatijeg Harryja Pottera; kada govori o ovoj sličnosti, Gaiman upućuje da arhetip mladog čarobnjaka ima mnogo presedana u književnosti.
Gaiman je napisao poluautobiografsku priču o fascinaciji jednog dječaka s antijunakom Elricom za antologiju Tales of the White Wolf Eda Kramera. Godine 1996. Gaiman i Ed Kramer zajedno su uredili The Sandman: Book of Dreams (Sandman: Knjiga snova). Nominirana za Britansku nagradu za fantastiku, originalna je antologija fikcije sadržavala priče i pridonose Tori Amos, Clivea Barkera, Genea Wolfea, Tada Williamsa i drugih.

## Romani i filmovi
Gaiman također piše poeziju i romane, a 1997. je napisao i scenarij za BBC-jevu seriju Neverwhere, koji je kasnije pretvorio u roman. Također je napisao scenarij za film MirrorMask sa starim prijateljem Daveom McKeanom, koji je film i režirao. Uz to, napisao je i engleski scenarij za anime film Princeza Mononoke prema prijevodu iz japanskog scenarija. Nekoliko je njegovih djela odabrano za filmsku adaptaciju, a trenutačno se ističe Zvjezdana prašina gdje glavne uloge imaju Robert DeNiro i Michelle Pfeiffer, između ostalih. Coraline (Koralina) je trenutačno u produkciji kao stop-animirani film u režiji Henryja Selicka.
U veljači 2001., kada je Gaiman završio na romanu American Gods (Američki bogovi), njegovi su izdavači pokrenuli promotivnu web stranicu s blogom (neko vrijeme prije nego što su postali popularni kao što su danas) u kojemu je Gaiman redovito opisivao proces lekture, izdavanja i reklamiranja romana. Kada je roman objavljen, stranica se razvila u službeni Gaimanov website, gdje on od 2006. i dalje opisuje rad na svojim trenutačnim projektima.
Početkom 2007. je na Gaimanovoj stranici objavljeno da će se snimati filmska adaptacija stripa Death: The High Cost of Living (Smrt: Visoka cijena života, specijalni broj s likovima iz Sandmana) te da će Gaiman sjesti u redateljski stolac. Film će producirati Don Murphy i Susan Montford, a izvršni će producent biti Guillermo del Toro.
Gaiman je također napisao najmanje tri skice scenarija za adaptaciju romana The Fermata Nicholsona Bakera za redatelja Roberta Zemeckisa, ali projekt je zadržan dok Zemeckis ne završi s adaptacijom Beowulfa u 2007.
Gaiman je jedini pisac koji je osim J. Michaela Straczynskog, tvorca televizijske serije Babylon 5, dao svoj doprinos u zadnje tri sezone; napisao je epizodu iz 5. sezone, Dan mrtvih.
U 2005. njegov je roman Anansi Boys (Anansijevi klinci) objavljen istodobno diljem svijeta. Knjiga se bavi Anansijem ("gospodin Nancy"), sporednim likom iz prethodnog romana, American Gods (Američki bogovi). Točnije, opisuje odnos njegovih dvaju sinova, od kojih je jedan naslijedio božanske moći, a drugi je nesvjestan svojeg porijekla. Knjiga je dostigla prvo mjesto na bestseller listi New York Timesa.

## Nagrade
Gaiman je osvojio "World Fantasy" nagradu za kratku fikciju u 1991. za priču "San ivanjske noći" iz serijala Sandman. Kako je kasnijom promjenom pravila strip diskvalificiran za nagradu iz te kategorije, Gaiman je jedini pisac koji je osvojio "World Fantasy" nagradu za strip.
Roman Američki bogovi osvojio je nagrade "Hugo", "Nebula" i "Bram Stoker" za najbolji roman u 2002.
Novela Koralina osvojila je nagrade "Hugo" i "Nebula" za najbolju novelu u 2003., te nagradu "Bram Stoker" za najbolju priču za mlade čitatelje.
Kratka priča A Study in Emerald (Istraga u smaragdnom) osvojila je nagradu "Hugo" (Gaiman ju je sam sebi dodijelio, jer je volontirao za sudjelovanje i prije nego što je priča bila nominirana).
Roman Anansijevi klinci osvojio je "Mythopoetic Fantasy" nagradu za starije čitatelje u 2006.
Uz to, osvojio je 14 "Eisner" nagrada za svoj rad na stripu.

## Vanjske poveznice
- Gaimanova osobna stranica
  - Gaimanov blog
- Razgovor s Gaimanom  Arhivirana inačica izvorne stranice od 22. listopada 2012. (Wayback Machine)
- Video razgovor s Gaimanom  Arhivirana inačica izvorne stranice od 11. veljače 2007. (Wayback Machine)
- The Wake - Informacije o Gaimanovom Sandmanu  Arhivirana inačica izvorne stranice od 9. veljače 2007. (Wayback Machine)